# Euphorbia coalcomanensis
Euphorbia coalcomanensis là một loài thực vật có hoa trong họ Đại kích. Loài này được (Croizat) V.W.Steinm. mô tả khoa học đầu tiên năm 2003.